# Piamàter

Perfil transversal de la medul·la espinal i les seves membranes.

La piamàter, meninge vascular o, simplement, pia, és la capa més interna de les tres que formen les meninges. S'adapta a la capa externa de l'encèfal i de la medul·la espinal. El seu nom deriva del terme llatí pia mater ('mare tendra'). Les altres dues membranes són la duramàter i l'aracnoide. La piamàter i l'aracnoide deriven de la cresta neural, mentre que la duramàter té el seu origen en el mesoderma embrionari.